# Jayron Kearse
Jayron Kearse (Fort Myers, Florida, 11 de febrero de 1994) es un jugador profesional estadounidense de fútbol americano que se desempeña en la posición de safety en Dallas Cowboys, equipo de la National Football League (NFL).

## Carrera
Fue seleccionado en la cuarta ronda en la Reunión Anual de Selección de Jugadores de la NFL de 2016. Hizo su debut profesional con el equipo Minnesota Vikings, en el cual jugó cuatro temporadas (2016-2020), después pasó a Detroit Lions (2020-2021), luego a Dallas Cowboys, donde lleva jugando tres temporadas.